# 水垣偉弥
水垣 偉弥（みずがき たけや、1983年12月16日 - ）は、日本の男性総合格闘家。神奈川県三浦市出身。BELVA主宰。関東学院大学工学部卒業、同大学院修了。元CAGE FORCEバンタム級王者。
総合格闘技のメジャー団体「UFC」でトップ選手として活躍し、バンタム級ランキング最高5位まで上り詰めた。優れた打撃の技術と、大学院修了ということから「インテリジェント・スナイパー」の異名を持つ。

## 来歴
幼稚園の頃から時代劇を見るのが好きで、小学1年生から逗子剣道協会で剣道を始める。
中学時代は剣道部が無かったため野球部に所属するも、引き続き道場に通い剣道の練習は継続。中学生の頃より格闘技に興味を持つ。
横浜高校進学後は剣道部に所属し、引退後にシューティングジム八景で総合格闘技を始めた。
大学では電気工学を専攻し、大学在学中にプロ総合格闘家デビュー。
父親の後押しで大学院へ進学し、ガソリンスタンドで働きながら格闘家としてキャリアを積む。

### アマチュア
2002年11月3日、第4回アマチュアパンクラスオープントーナメント60kg未満級に出場し、3回戦で敗退した。
2003年7月20日、第3回東日本アマチュア修斗選手権大会フェザー級で準優勝を果たした。
2004年9月20日、第11回全日本アマチュア修斗選手権大会フェザー級で優勝を果たした。

### 修斗
2005年、フェザー級新人王決定トーナメントでプロ修斗デビュー。
決勝で徹肌ィ郎に判定勝ちし、新人王を獲得。新人王のMVPも受賞した。
2006年7月21日、前修斗世界フェザー級王者、松根良太と対戦。スタンドでの真っ向勝負を展開し、1-0の判定ドローに持ち込んだ。
2006年11月10日、修斗で大沢ケンジと対戦。1Rに左フックと右フックで2度ダウンを奪われると、2Rには膝蹴りの連打によりTKO負け。キャリア8戦目でプロ初黒星となった。
2007年2月17日、修斗 BACK TO OUR ROOTS 01で山本篤と対戦し、0-3の判定負け。
2007年7月15日、修斗 BACK TO OUR ROOTS 04で上田将勝と対戦し、0-1の判定でドロー。

### CAGE FORCE
2007年9月8日、CAGE FORCE初参戦となったCAGE FORCE 04で今泉堅太郎と対戦し、3R判定勝ちを収めた。
2008年4月5日、CAGE FORCE 06で開幕した初代バンタム級王座決定トーナメントにエントリーされたが、怪我により1回戦は6月22日のCAGE FORCE 07にスライドされた。
2008年6月22日、CAGE FORCE 07のバンタム級王座決定トーナメント1回戦で藤原大地と対戦。右フックで藤原を失神させ、TKO勝ちを収めた。
2008年9月27日、CAGE FORCE 08で遠藤大翼と対戦し、チョークスリーパーで一本勝ち。当初、トーナメント準決勝で中原太陽と対戦予定であったが、中原の怪我でCAGE FORCE EX -eastern bound-にスライド。さらには中原の怪我が回復せず棄権となり、決勝進出が確定した。
2008年12月6日、CAGE FORCE 09のバンタム級王座決定トーナメント決勝で大石真丈と対戦し、パウンドでTKO勝ちを収め王座獲得に成功した。

### WEC
2009年4月5日、WEC初参戦となったWEC 40でミゲール・トーレスの持つWECバンタム級王座に挑戦。5ラウンド互角に戦い抜くも、0-3の判定負けで王座獲得に失敗。
敗れはしたものの、ファイト・オブ・ザ・ナイトを受賞した。この試合は、トーレスの対戦相手だったブライアン・ボウルズが負傷欠場したため、WEC初戦ながらタイトルマッチに抜擢された。
2009年8月9日、WEC 42でジェフ・カランと対戦、判定2-1でWEC初勝利を飾った。
2009年12月19日、WEC 45でスコット・ヨルゲンセンと対戦し、0-3の判定負けを喫したものの、ファイト・オブ・ザ・ナイトを受賞した。
2010年4月24日、WEC 48でハニ・ヤヒーラに判定勝ち、WEC2勝目となった。
2010年8月18日、WEC 50でユライア・フェイバーと対戦予定であったが、フェイバーの負傷で延期となった。11月11日、WEC 52のメインイベントで改めてフェイバーと対戦し、チョークスリーパーで失神させられ一本負けを喫した。

### UFC
2011年3月3日、UFC初参戦となったUFC Live: Sanchez vs. Kampmannでルーベン・デュランと対戦し、2-1の判定勝ち。
2011年7月2日、UFC 132でブライアン・ボウルズと対戦し、0-3の判定負け。
2011年9月24日、UFC 135でコール・エスコベドと対戦し、2RにTKO勝ち。
2012年2月26日、日本開催となったUFC 144でクリス・カリアソと対戦し、0-3の判定負け。しかし水垣がテイクダウンを奪い、グラウンドで上を長時間キープし続けた試合であったため、水垣の勝利ではないかと物議を醸し、水垣にも勝利者ボーナスが支払われた。。
2013年3月3日、日本開催となったUFC on Fuel TV 8でブライアン・キャラウェイと対戦。2Rにダウンを喫すも3Rに怒涛の追い上げを見せ、2-1の判定勝ち。
2013年8月28日、UFC Fight Night: Condit vs. Kampmann 2でエリック・ペレスと対戦し、3R判定勝ちを収めた
2013年12月6日、UFC Fight Night: Hunt vs. Bigfootでナム・ファンと対戦し、3-0の判定勝ち。
2014年5月24日、UFC 173でバンタム級ランキング10位のフランシスコ・リベラと対戦し、3-0の判定勝ち。5連勝となった。当初はバンタム級ランキング4位のTJ・ディラショーと対戦する予定であったが、ディラショーが同大会で行われるタイトルマッチに挑戦する事になったために対戦相手がリベラに変更された。
2014年9月27日、UFC 178でバンタム級ランキング10位のドミニク・クルーズと対戦し、1RKO負け。
2015年9月27日、UFC Fight Night: Barnett vs. Nelsonでジョージ・ループと対戦し、2R判定勝ち。
2016年8月20日、UFC 202でバンタム級ランキング11位のコーディ・ガーブラントと対戦し、パウンドでTKO負けを喫した。
2016年12月17日、UFC on FOX 22でバンタム級ランキング13位のエディ・ワインランドと対戦し、右フックでTKO負けを喫した。

### ACB
2017年9月30日、ACB初出場となったACB 71: Moscowでルスタム・ケリモフと対戦し、1R右フックでTKO負けを喫した。
2015年2月16日、ACB 80: Burrell vs. Tumenovでムラッド・カラモフと対戦し、3R判定負けを喫した。
2018年5月12日、ACB 87: Mousah vs. Whitefordでピエトロ・メンガと対戦し、3R判定勝ちを収めた。

### DEEP
2019年5月12日、約10年半ぶりの国内団体参戦となったDEEP 89 IMPACTで昇侍と対戦し、3-0の判定勝ち。

### RIZIN
2019年8月18日、RIZIN初参戦となったRIZIN.18でマネル・ケイプと対戦し、2Rに右フックでKO負け。
2020年6月3日、自身のSNS等において現役引退を表明。同日、動画で「昨年の8月のマネル・ケイプ戦を持ちまして選手生活を終えることにしました。ただMMAを好きという気持ちは全く変わりません。これからは1ファンに戻りますが、MMAをずっと楽しんでいきたいと思います」とのメッセージを配信した。

### 引退後
2021年9月10日、総合格闘技ジム「 BELVA（ベルヴァ）」を京浜急行上大岡駅前にオープンした。
ジムでの指導のほか、総合挌闘技の解説の仕事などを務めている。

## 人物・エピソード
- 趣味は、サイクリング、時代劇鑑賞、プロレス観戦、相撲観戦、F1観戦[22]。
- 尊敬する人物には千代の富士を挙げている。
- リバーサルジム横浜グランドスラムで練習していた時期があり、試合には同所属のBJがセコンドに付くことが多かった。
- 学生時代から視力が悪く、キャリアの初期はコンタクトレンズを着用して試合に臨む事もあった。25歳の時にレーシック手術を受け、視力を矯正している[23]。

## 戦績

### プロ総合格闘技
| 総合格闘技 戦績 | 総合格闘技 戦績 | 総合格闘技 戦績 | 総合格闘技 戦績 | 総合格闘技 戦績 | 総合格闘技 戦績 | 総合格闘技 戦績 |
| --------------- | --------------- | --------------- | --------------- | --------------- | --------------- | --------------- |
| 39 試合         | (T)KO           | 一本            | 判定            | その他          | 引き分け        | 無効試合        |
| 23 勝           | 5               | 1               | 17              | 0               | 2               | 0               |
| 14 敗           | 6               | 2               | 6               | 0               | 2               | 0               |

| 勝敗 | 対戦相手                     | 試合結果                        | 大会名                                                                                 | 開催年月日     |
| ×    | マネル・ケイプ               | 2R 1:36 KO（右フック）          | RIZIN.18                                                                               | 2019年8月18日  |
| ○    | 昇侍                         | 5分3R終了 判定3-0               | DEEP 89 IMPACT                                                                         | 2019年5月12日  |
| ○    | ピエトロ・メンガ             | 5分3R終了 判定3-0               | ACB 87: Mousah vs. Whiteford                                                           | 2018年5月19日  |
| ×    | ムラッド・カラモフ           | 5分3R終了 判定0-3               | ACB 80: Burrell vs. Tumenov                                                            | 2018年2月16日  |
| ×    | ルスタム・ケリモフ           | 1R 3:20 TKO（右フック）         | ACB 71: Moscow                                                                         | 2017年9月30日  |
| ×    | エディ・ワインランド         | 1R 3:04 TKO（右フック）         | UFC on FOX 22: VanZant vs. Waterson                                                    | 2016年12月17日 |
| ×    | コーディ・ガーブラント       | 1R 0:48 KO（右フック→パウンド） | UFC 202: Diaz vs. McGregor 2                                                           | 2016年8月20日  |
| ○    | ジョージ・ループ             | 5分3R終了 判定3-0               | UFC Fight Night: Barnett vs. Nelson                                                    | 2015年9月27日  |
| ×    | アルジャメイン・スターリング | 3R 2:11 肩固め                  | UFC on FOX 15: Machida vs. Rockhold                                                    | 2015年4月18日  |
| ×    | ドミニク・クルーズ           | 1R 1:01 KO（パウンド）          | UFC 178: Johnson vs. Cariaso                                                           | 2014年9月27日  |
| ○    | フランシスコ・リベラ         | 5分3R終了 判定3-0               | UFC 173: Barao vs. Dillashaw                                                           | 2014年5月24日  |
| ○    | ナム・ファン                 | 5分3R終了 判定3-0               | UFC Fight Night: Hunt vs. Bigfoot                                                      | 2013年12月6日  |
| ○    | エリック・ペレス             | 5分3R終了 判定2-1               | UFC Fight Night: Condit vs. Kampmann 2                                                 | 2013年8月28日  |
| ○    | ブライアン・キャラウェイ     | 5分3R終了 判定2-1               | UFC on Fuel TV 8: Silva vs. Stann                                                      | 2013年3月3日   |
| ○    | ジェフ・ホウグランド         | 5分3R終了 判定3-0               | UFC on Fuel TV 6: Franklin vs. Le                                                      | 2012年11月10日 |
| ×    | クリス・カリアソ             | 5分3R終了 判定0-3               | UFC 144: Edgar vs. Henderson                                                           | 2012年2月26日  |
| ○    | コール・エスコベド           | 2R 4:30 TKO（左フック→パウンド) | UFC 135: Jones vs. Rampage                                                             | 2011年9月24日  |
| ×    | ブライアン・ボウルズ         | 5分3R終了 判定0-3               | UFC 132: Cruz vs. Faber                                                                | 2011年7月2日   |
| ○    | ルーベン・デュラン           | 5分3R終了 判定2-1               | UFC Live: Sanchez vs. Kampmann                                                         | 2011年3月3日   |
| ×    | ユライア・フェイバー         | 1R 4:50 チョークスリーパー      | WEC 52: Faber vs. Mizugaki                                                             | 2010年11月11日 |
| ○    | ハニ・ヤヒーラ               | 5分3R終了 判定3-0               | WEC 48: Aldo vs. Faber                                                                 | 2010年4月24日  |
| ×    | スコット・ヨルゲンセン       | 5分3R終了 判定0-3               | WEC 45: Cerrone vs. Ratcliff                                                           | 2009年12月19日 |
| ○    | ジェフ・カラン               | 5分3R終了 判定2-1               | WEC 42: Torres vs. Bowles                                                              | 2009年8月9日   |
| ×    | ミゲール・トーレス           | 5分5R終了 判定0-3               | WEC 40: Torres vs. Mizugaki 【WEC世界バンタム級タイトルマッチ】                        | 2009年4月5日   |
| ○    | 大石真丈                     | 2R 0:57 TKO（パウンド）         | CAGE FORCE 09 【バンタム級王座決定トーナメント 決勝】                                  | 2008年12月6日  |
| ○    | 遠藤大翼                     | 1R 4:34 チョークスリーパー      | CAGE FORCE 08                                                                          | 2008年9月27日  |
| ○    | 藤原大地                     | 1R 2:38 KO（右フック→パウンド） | CAGE FORCE 07 【バンタム級王座決定トーナメント 1回戦】                                 | 2008年6月22日  |
| ○    | 小塚誠司                     | 5分2R終了 判定3-0               | CAGE FORCE 05                                                                          | 2007年12月1日  |
| ○    | 今泉堅太郎                   | 5分3R終了 判定3-0               | CAGE FORCE 04                                                                          | 2007年9月8日   |
| △    | 上田将勝                     | 5分3R終了 判定0-1               | 修斗 BACK TO OUR ROOTS 04                                                              | 2007年7月15日  |
| ×    | 山本篤                       | 5分3R終了 判定0-3               | 修斗 BACK TO OUR ROOTS 01                                                              | 2007年2月17日  |
| ×    | 大沢ケンジ                   | 2R 0:59 TKO（膝蹴り）           | 修斗                                                                                   | 2006年11月10日 |
| △    | 松根良太                     | 5分3R終了 判定1-0               | 修斗                                                                                   | 2006年7月21日  |
| ○    | 亘理崇麿                     | 1R 3:49 TKO（パウンド）         | 修斗 SHOOTO The DEVILOCK                                                               | 2006年5月12日  |
| ○    | 徹肌ィ郎                     | 5分2R終了 判定3-0               | 修斗 【新人王決定トーナメント フェザー級 決勝】                                        | 2005年12月17日 |
| ○    | 松本輝之                     | 1R 0:13 TKO（右ストレート）     | 修斗 【新人王決定トーナメント フェザー級 準決勝】                                      | 2005年11月6日  |
| ○    | 加藤"JET"シン                | 5分2R終了 判定2-0               | 修斗 【新人王決定トーナメント フェザー級 準々決勝】                                    | 2005年9月23日  |
| ○    | 矢作尚紀                     | 5分2R終了 判定3-0               | 修斗 下北沢修斗劇場 第11弾 〜後楽園へ行こう!〜                                         | 2005年6月3日   |
| ○    | 山下悟史                     | 5分2R終了 判定3-0               | 修斗 下北沢修斗劇場 第10弾 〜本物は誰だ!〜 【新人王決定トーナメント フェザー級 1回戦】 | 2005年2月6日   |

### アマチュア総合格闘技
| 勝敗 | 対戦相手 | 試合結果                   | 大会名                                                             | 開催年月日    |
| ○    | 矢作尚紀 | 2R 1:08 チョークスリーパー | 第11回全日本アマチュア修斗選手権大会 【フェザー級 決勝】           | 2004年9月20日 |
| ○    | 藤井徹   | 4分1R終了 ポイント26-20    | 第11回全日本アマチュア修斗選手権大会 【フェザー級 準決勝】         | 2004年9月20日 |
| ○    | 山内延浩 | 4分1R終了 ポイント22-21    | 第11回全日本アマチュア修斗選手権大会 【フェザー級 2回戦】          | 2004年9月20日 |
| ○    | 永添潤   | 4分1R終了 ポイント24-19    | 第11回全日本アマチュア修斗選手権大会 【フェザー級 1回戦】          | 2004年9月20日 |
| ×    | 高洲佳正 | 1R 3:53 ドラゴン固め       | 第4回アマチュアパンクラスオープントーナメント 【60kg未満級 3回戦】 | 2002年11月3日 |
| ○    | 新井真   | 1R 2:05 チョークスリーパー | 第4回アマチュアパンクラスオープントーナメント 【60kg未満級 2回戦】 | 2002年11月3日 |
| ○    | 佐藤直登 | 5分1R終了 判定3-0          | 第4回アマチュアパンクラスオープントーナメント 【60kg未満級 1回戦】 | 2002年11月3日 |

## 獲得タイトル
- 第3回東日本アマチュア修斗選手権 フェザー級 準優勝（2003年）
- 第11回全日本アマチュア修斗選手権 フェザー級 優勝（2004年）
- 修斗フェザー級新人王（2005年）
- 初代CAGE FORCEバンタム級王座（2008年）

## 表彰
- 剣道 参段
- WEC ファイト・オブ・ザ・ナイト（2回）